# ترویتسکی (آستراخان)
ترویتسکی (به لاتین: Troitsky) یک منطقهٔ مسکونی در روسیه است که در استان آستراخان واقع شده‌است.